# Reithrodontomys megalotis
Pour les articles homonymes, voir souris.
Espèce
Statut de conservation UICN

 LC  : Préoccupation mineure
Reithrodontomys megalotis, la Souris occidentale des moissons ou Souris des moissons occidentale, est une espèce de rongeurs de la famille des Cricétidés vivant en Amérique du Nord. 

## Répartition et habitat
Elle vit dans le sud du Canada, aux États-Unis et au Mexique. Elle préfère les habitats mésiques et ouverts, dominés par une végétation herbeuse, comme les prairies, les pâturages et les champs en jachère.

Carte de répartition